# 검단산 (하남/광주)
검단산(黔丹山)은 대한민국 경기도 하남시 하산곡동과 광주시 남종면에 걸쳐 있는 높이 657m의 산이다.  서울 근교에 위치해 있고 교통이 편리하다.

## 개요
검단산은 산세가 특이한 것이 특징이며 가파른 경사를 지나 능선에 올라서면 사방의 전경이 시원하게 열리고, 서서히 정상에 오르는 길이 매우 다채롭다. 또한 광주시와 경계를 이루는 산이며 광주산맥의 지맥으로서 남한산맥과 연결되는 산줄기이다. 산의 최정상부는 면적은 넓지 않지만 평탄한 면을 이루고 있어 헬리콥터 착륙장이 건설되어 있다. 경기도 하남시에 있는 남한산(南漢山)의 한 줄기로 이어내려와 하남시 춘궁동·초일동·광암동 등에 걸쳐 있는 삼국시대의 산성 이성산성([二聖山城)이 있는 이성산(二聖山)과 금암산(金岩山) 그리고 일자산(一字山) 등이 이어지는 산이다. 삼국시대의 유물이 발견되는 것으로 보아 초기 한성백제에서 쌓은 위례성의 외성(外城)이 있던 산으로 보인다.

### 지질
검단산은 선캄브리아기 경기 지괴 경기변성암복합체의 호상 흑운모 편마암으로 구성된다. 

## 전해지는 이야기
백제 한성시대 하남 위례성의 숭산(崇山), 진산(鎭山)으로 왕이 하늘에 제사를 지내던 신성한 산이라 전해진다.
또한 백제 때 검단선사(黔丹禪師)가 이곳에 은거하였다 하여 검단산으로 불리게 되었다고 한다.
본래 세종대왕의 능을 이곳에 쓰려다 여주로 옮겨가게 되어 닦아 놓은 능터가 아직 그대로 남아 역사를 말해주고 있으며, 《서유견문》을 쓴 유길준의 묘가 있다.
검단산의 유래에 대해서  대략 두 가지 이야기가 전해온다.
백제시대 검단선사(黔丹禪師)가 그 산에 은거하였어서 선사의 이름을 따서 검단산(黔丹山)으로 부르게 되었다는 이야기가 바로 그중에 하나이다. 그러나 검단선사에 대하여 알려진 바가 없다. 다만 전북 고창의 유명한 사찰 선운사(禪雲寺)의 창건 설화 중 신라진흥왕이 세웠다는 것과 백제 위덕왕(525년 ~ 598년) 24년인 577년에 검단선사(黔丹禪師)가 세웠다는 것이다. 만일 동일인이라면 검단선사가 검단산에 있었던 것은 6세기 중반이라는 얘기가 될 수 있다.
또 하나는 '검(黔)'은 한자 뜻이 '검다'인데 고조선 때 단군왕검같이 제사와 정치의 기능을 겸한 제정일치 사회의 우두머리를 '왕검(王儉)' →  '임검(壬儉)' → '임금'이라 불렀듯이  '검(黔)'은  '금'이 되어 즉, '크다, 신성하다'는 뜻이라 해석하고 단(丹)'은 현재의 한자 뜻인 '붉다'와는 다른 '제단'이란 뜻으로 '검단산'은 '신성한 제단이 있는 산'이란 뜻으로 해석했다. 한때는 검단산의 검(黔)을 '금'으로 읽어 '금단산'으로 부르기도 했고 실제로 한성백제(漢城百濟) 시절에 왕이 검단산에 올라 하늘에 제사를 지냈다고 전해 오는 이야기가 있다.
또한 검단산은 한강과 인접해 있어 산세의 막힘이 없고 동, 서, 북 3면의 조망이 뛰어나며, 남한강, 북한강과 팔당댐을 한 눈에 조망할 수 있는 산으로 알려져 있다.
이 지역이 한강에 접해 있으므로 각처에서 한강을 이용하여 한양으로 들어오는 물산(物産)의 집산지였기에 이곳에서 '검사하고 단속하였다'는 것에서 유래하였다는 설이 있다. 이 산 입구에 창우동(倉隅洞)이라는 마을이 있다. 창우동이란 '창고가 있던 곳'이란 뜻이다.
백제 초기 도읍지로 추정되는 위례성의 외성(外城)이 있던 산으로 검단산 일대는 백제 시조인 온조왕 4년 이래 근고초왕 26년까지 무려 370년을 도읍으로 삼았던 곳이다. 그래서인지 위례성을 검단산과 남한산의 북쪽 산줄기 가운데 '고골' 일원으로 추측된다는 얘기도 있다.
검단산 정상에는 조선시대까지 봉수대가 있었고 최근까지 군부대가 있었다. 정상은 단체게임을 하고도 남을 만큼 넓은 공터가 있고 남한강과 북한강이 만나는 팔당호수가 한 눈에 내려다 보인다. 사방으로 막힘이 없어 해돋이나, 해넘이 구경하기에 아주 좋은 곳이다. 한남정맥의 지맥 끄트머리에 솟아 한강을 사이에 두고 운길산, 예봉산과 이웃해 있는 검단산은 서울에서 매우 가까운 거리에 있으며 산 높이는 관악산과 비슷하지만 동국여지승람에서 이 산을 '광주목의 진산'이라고 일컬을 정도로 산세가 특이하다. 처음에는 가파르게 고도를 높이다가 마루금에 올라서면 사방으로 전경이 펼쳐진다

## 산행 코스 정보
산길은 창우동에서 출발해 유길준 선생 묘역∼고개를 거쳐 정상에 오른 뒤, 고추봉∼용마산을 거쳐 광주시 중부면 엄미리로 하산하는 종주 코스로 잡았다.
애니메이션고교 옆 산길 들머리의 두 갈래 길 중, 왼쪽의 너르고 평탄한 길로 들어선다. 유길준 선생 묘역을 지나 능선상의 안부인 큰고개까지는 30분이면 충분히 닿으며, 고개에서는 오른쪽으로 방향을 틀어 능선산행으로 고도를 올리게 된다. 산길 중간중간 시계가 트이는 곳으로 아름다운 코발트색 한강의 모습이 서서히 드러나기 시작하는데, 고도를 올릴수록 동쪽 산자락 아래로 짙푸른 팔당호의 모습도 잘 내려다 보인다.
정상 직전 봉우리 아래, 동쪽으로 시계가 열린 전망대에서 북한강과 남한강이 만나는 두물머리와 팔당호, 눈을 이고 있는 용문산의 모습에 취해 있노라면 어디선가 날아와 사람들의 손바닥에서 먹이를 찾는 딱새의 모습은 정겹고도 안쓰럽다. 사방으로 시계가 열리는 검단산 정상에서의 조망도 일품이다. 한강을 함께 수호하듯 서 있는 맞은편(북동쪽)의 예봉산은 손에 잡힐 듯 가깝고, 동쪽 멀리로 백운봉으로 이어지는 용문산의 산줄기도 힘차고 기품있는 모습이다.
정상에서 남쪽 계단으로 내려서면 갈림길이 나오는데, 오른쪽 길은 호국사를 거쳐 창우동으로 이어지는 길이다. 능선을 따라 그대로 나아가면 또다시 오른쪽 산곡초교로 이어지는 갈림길(샘터)을 만나고, 여기서도 능선을 따라 계속 직진하여 나아간다.
오솔길처럼 편안한 길을 지나 제법 힘들게 봉우리를 오르면 고추봉은 한발 더 뒤쪽에 서 있다. 고추봉은 삼각점과 나뭇가지에 걸어놓은 팻말로 확인할 수 있는데, 내려서는 길은 굴참나무가 많은 급경사 내리막을 이룬다. 제법 번듯한 정상석을 이고 있는 용마산에서 숨을 고르고, 능선으로 잠시 진행하여 갈림길이 나오면 이제 오른쪽(서남쪽)으로 방향을 잡는다.
낙엽 두터운 길을 내려서다가 정면의 봉우리로 올라서면 평탄한 능선길은 슬그머니 왼쪽으로 이어지는데,415봉 직전 갈림길에서 오른쪽 산자락을 가로지르는 길로 들어선다. 나무에 방향표시(승우산악.415봉, 엄미리)를 잘 해두었다. 송전탑과 무덤을 차례로 내려서 만나는 안부 갈림길에서는 왼쪽으로 방향을 잡는다. 산자락을 가로질러 완만한 길을 내려서면 이내 중부고속도로가 보이고 낚시터와 고속도로 굴다리를 지나 43번 국도변의 엄미리 버스 정류소에 닿는다.

## 같이 보기
- 한국의 산
- 남한산(南漢山)
- 용마산 (경기)
- 문형산 (경기)
- 검단산 (성남/광주)
- 경기 지괴